# 朱遜
朱遜，山西沁源縣人，明朝政治人物、舉人出身。

## 生平
宣徳十年，山西鄉試中舉第一名（解元），后授乾州學正。